# 8717-es mellékút (Magyarország)
A 8717-es számú mellékút egy bő 8,5 kilométer hosszú, négy számjegyű országos közút Vas vármegye területén; Bucsu és Bozsok községeket köti össze egymással, illetve a 89-es főúttal.

## Nyomvonala
A 8901-es útból – a 89-es főút régi, az útjába eső településeken még átvezető nyomvonalából – ágazik ki, annak a 12+800-as kilométerszelvénye közelében, Dozmat és Bucsu határvonalán, észak felé. Az előbbi községet ennél jobban nem is érinti, az első métereitől bucsui területen halad. Mintegy negyed kilométer után elhalad a 89-es főút 2005-ben átadott új nyomvonalának felüljárója alatt, majd beletorkollik nyugat felől a rövidke, 89 802-es számú mellékút, amely a főút és a 8717-es út összekötését biztosítja.
Bő másfél kilométer után éri el Bucsu belterületének déli szélét, ahol a Petőfi Sándor utca nevet veszi fel, majd csaknem pontosan a második kilométerénél elér egy körforgalmú csomópontot; ugyanebbe a körforgalomba csatlakozik be kelet felől a 87 133-as számú mellékút, amely Szombathely Olad városrészétől húzódik idáig. Innentől már Rohonczi út a neve, így halad el a falu katolikus temploma mellett is, és a község legészakibb házait is így hagyja maga mögött, a harmadik kilométere táján. Még további másfél kilométeren át húzódik bucsui területen – közben egyes szakaszokon 30-40 méternél is jobban megközelítve az országhatárt –, utána lép csak a következő település, Bozsok területére. 8,2 kilométer után éri el a falu déli szélét, ahol a Rákóczi út nevet veszi fel. Kicsivel ezután véget is ér, beletorkollva a 8718-as útba, annak a 8+700-as kilométerszelvénye közelében.
Teljes hossza, az országos közutak térképes nyilvántartását szolgáló kira.gov.hu adatbázisa szerint 8,675 kilométer.

## Települések az út mentén
- Bucsu
- Bozsok